# Groß Ippener
Groß Ippener er en kommune med godt 1000 indbyggere (2013), beliggende i Samtgemeinde Harpstedt, i den østlige del af Landkreis Oldenburg, i den tyske delstat Niedersachsen.

## Geografi
I kommunen ligger landsbyerne Groß Ippener, Klein Ippener, Annen og Ortholz.

### Nabokommuner
Groß Ippener grænser mod nord til byen Delmenhorst, mod øst til kommunen Stuhr, mod sydøst til Kirchseelte, mod syd til Dünsen, mod sydvest til Harpstedt og mod vest til kommunen Prinzhöfte.

### Trafik
Groß Ippener ligger ved motorvejen A 1 mellem Bremen og Osnabrück. Kommunen har et trinbræt på veteranbanen „Jan Harpstedt“ som går mellem Delmenhorst og Harpstedt.